# 信阳事件
信阳事件是指从1959年10月到1960年4月发生在当时的河南省信陽專區（包括今天的信阳市、驻马店市）出现大面积饥荒，大批农民饿死的事件。
1950年代大跃进运动开展后，信阳地区浮夸盛行，伴随人民公社运动，频现的「卫星运动」掩盖了浮夸风下粮食产量严重的虚报现象。1959年庐山会议后在河南省“反右倾”的风潮下，各级官员因担心被打成右倾，强行按虚报产量制定的粮食征购标准向农民征粮。即使如此，粮食征购目标仍难以完成，整个事件最终成为大饥荒时期典型的地方饥荒事例。据河南信阳地方1961年呈报中共中央报告显示，该事件至少造成100万人非正常死亡。

## 事件背景
为响应1957年毛泽东等领导人提出的『大跃进』号召，1958年春，时任遂平县农业工作部副部长的陈丙寅向信阳地区提出了合并农业社的想法；嵖岈山乡则发动村民以“跑步进入共产主义”为口号游行，请求成立大社。与此同时，中共高层也开始酝酿工农结合的基层组织单位人民公社。查岈山乡合并大社的想法和高层设想的人民公社一拍即合，陈丙寅的想法被立即批准。人民公社化运动和大跃进运动中，单是固始县的就七一公社有46161户，201075人，为河南省最大。
信阳遂平县查岈山第一座人民公社在“大跃进”的风潮下很快获得关注：虚报、高报的农业产量“卫星”和韩楼大队2.9亩小麦试验田亩产3821斤等报道相继登上《人民日报》。

### 中共中央粮食征购标准没有及时调整
1959年3月，中共中央置当年全国粮食大幅减产的事实于不顾，在上海会议上决定按照1958年的标准，在全国征购粮食1350亿斤，1350亿斤的征购粮便成为了信阳大饥荒的根源。全国农民人均留有粮在1959年和1960年已急剧减少，从1957年的250斤减少到174斤。1959年粮食减产11%，征购数却增加了14.7%。主要原因在于毛泽东在庐山会议大批彭德怀，并在全国各地发动反右倾，干部怕被当成右倾分子，级级相逼，用专政的手段强行从农民手中搜刮走的基本生活口粮。

### 河南农业欠收征购指标没有及时调整
1958年，河南全省粮食产量实际上只有281亿斤，而河南省委却鼓吹为702亿斤。而在信阳地区遂平县（今属驻马店市）的粮食收成由于大炼钢铁等原因而误了农时，小麦未能及时收割，导致10%左右的粮食损失。1959年的自然灾害致使欠收，信阳全区粮食产量32.58亿斤，比1958年减产46.1%。但在全国大跃进的背景下，信阳地区各县都虚报产量，信阳地区汇总后将产量虚报为72亿斤，进而在仅有大约32亿斤粮食存量的全信阳地区按照72亿斤的标准来征购粮。
基层干部难以完成征购任务，就逼迫农民上缴粮食，对农民的捆、绑、吊、打、捕等现象屡见不鲜。11月底，河南密县已经出现饿死人的现象，1959年1、2月间，中共中央、国务院、内务部、粮食部接连收到民众来信，反映河南东部地区的夏邑、永城、虞城、鹿邑等县，发生严重浮肿病和死人现象。

### 反右倾风气下信阳强行徵粮
1959年8月，中共河南省第一书记吴芝圃庐山会议后回到郑州，立即召开省地县三级干部会议，要求各县市层层揪“小彭德怀”，在全省内又掀起了“反对右倾机会主义斗争”的高潮。1959年河南粮食和经济作物继续减产，全年粮食产量只有210亿斤，但吴芝圃仍然举着高指标，强调估产为450亿斤。另一方面，随着反右倾的开展，党内人人自危；哪个基层干部完不成征购任务就是“小彭德怀”、就得挨批斗，而哪个农民若交不够粮食就会被捆起来吊打、关押拘留甚至拆毁房屋。
1959年信阳地区粮食欠收，实产粮食20多亿斤，但在反右倾风气下各县不敢据实上报。地委办公室将各县上报的粮食产量汇总后得到72亿斤的结果，地委常委（9人）讨论时，仅有专员张树藩一人认为欠收年总产量可能只有30多亿斤，最多不超过40亿。最后地委按50亿斤产量上报省委。据此，河南省委分配给信阳地区9亿的粮食征购任务，下面各级为了超额完成任务，层层加码，征购数达10亿斤。根据“反瞒产私分”的指示，信阳地委动用了民兵，指挥各县委挨家挨户搜查“被农民和基层干部隐瞒私藏的粮食”。在“反瞒产”过程中信阳地区逮捕了一万余人，劫掠了农民的口粮、牲口饲料粮，征购任务圆满完成。信阳全地区征收了16亿斤粮食，结果农民的全年口粮只剩100多斤，仅够食用4个月，潢川、光山等县口粮甚至不足3个月。五十年代曾经担任过上海市财政局长，因被打成右派而被下放到信阳地区商城县劳动改造的顾准，在自己的日记里写道：严冬未届，路旁已见冻死之骨。1958年10月起，大部分公共食堂就停粮断伙，农民开始逃荒。1959年冬，尤太忠将军回到了故乡信阳光山县探望病重的母亲，他目睹当地乡民饥荒的惨状，所以心情极为痛苦。而1998年诺贝尔物理學奖的获得者、美籍学者崔琦，他的双亲都是信阳人，其父就是在1959年饿死的。

## 封锁消息和阻拦人员外逃
随着形势的不断恶化，饿殍越来越多以至于尸体无人掩埋，人吃人的现象也不断发生，仅固始县官方记载的人吃人事件就有200例，县委以“破坏尸体”为名逮捕群众。活着的人为求生计，开始大量外逃。人员外逃势必导致大批死人的消息传开。于是信阳地委指示各县市要求设岗堵截，不准外逃。各村民兵在路口设卡，严格控制淮河各渡口，拦截外逃人员，还专门设置收容所、监狱，随意拘捕外逃者，钱财衣物一律没收，还会遭到毒打，很多人饿死、病死、被打死在狱中。但依然有极少数人冒死渡过淮河逃到安徽临泉、阜南一带，当地政府也或多或少听说了河对岸的惨状，因此并没有立刻将他们遣返。事件结束后这些人回到家乡，早已物是人非。
而与此同时，地委书记路宪文却声称：“不是没有粮食，而是粮食很多，百分之九十的人是因为思想问题。”1959年11月间，当他从潢川县驱车返回地委，沿途亲眼见到路边死尸、拦车要粮的群众以及被父母遗弃的孩童时也依然无动于衷。他继续要求地区公安部门，“限期消灭人员外流”；指示社队的干部民兵封锁村庄；要求城镇机关、工厂、企业单位一律不准收留农村来人；还要求各县委做到“街头、交通要道没有一个流浪汉”等等。此后，信阳各县委常委分片包干，分头布置，县城四门持枪把守，公路要道设岗，县境边沿流动巡逻，来往信件进行检查，邮电局不准有发往北京和郑州的信件，信阳县监委副书记胡修玉两次向中共中央写匿名信反映饿死人的状况，两封信均被转到信阳县委，胡修玉为此遭到轮番批斗，被定性为右倾机会主义分子，撤销党内外一切职务并被处以劳改，在此期间共扣押信件12000封之多，其他被查出的寄信人都受到了残酷批斗。

## 消息传出
尽管当局对消息进行了严密封锁，却依然有一些信息陆续传到了北京。1959年初，商城县越美公社观庙团、汪桥团共78个食堂中有74个断粮两个多月，发生了饿死百余人的事件。家住商城县越美管理区观庙团林湾连的军人、共产党员许学富回乡探亲、目睹家乡惨状，曾三次向信阳专署刘副专员当面反映情况，遭到刘副专员和其他领导人的严厉批评和威胁。3月5日和9日，许学富到县邮政局两次向周恩来发的加急电报却被送到了县委第一书记王汉卿的办公室。王汉卿大怒，说许学富是“右派思想，右派言论”，并指示“立即扣留，查清后台，捉拿许学富”，后王汉卿惧怕扣压给周总理电报的事闹到不可收拾，在3月28日县邮政局才将电报发出去。
国务院收到电报后，经国务院总理周恩来指示，国务院副秘书长杨放之批示：“请河南省人委查处回报。”3月28日，河南省人委回复说：“省里边对全省的粮食情况是知道的，已经采取一系列的措施。”“商城粮食问题，省里不了解，将立即告商城县查处。”3月31日，河南省人委办公厅将信阳地区的反馈情况第二次复电国务院秘书厅：“商城粮食问题已经解决，从去冬以来，因年老病死过几个人，没有饿死的。由于思想问题解决得不彻底，所以有部分人还有意见。专区已派人到该地进行了解处理。”对于国务院的电话催促，省委、地委、县委都竭力隐瞒或淡化商城断粮饿死人的严重情况，甚至认为向上级反映问题是因为思想问题解决得不彻底。4月2日，即国务院调查人员到达信阳前夕，信阳地委才写了《关于商城越美公社观庙团因生活安排不好发生死人事件的通报》，承认许学富所说基本属实，并检查了出现这种情况的原因，一方面征了过头粮，另一方面基层干部害怕被戴右倾帽子而不敢反映缺粮实情。
1960年2月，内务部派一位处长前往信阳视察灾情，被停职的张树藩复职并陪同到息县和淮滨视察灾情。所到之处哀鸿遍野，举目凄凉，很多村庄无人烟。处长向张询问，灾情严重，是否有死人状况，张回答有，而且应该不少。只是由于自己1959年9月后一直被批斗，对全区状况不了解，估计饿死在20到30万人之间。这位处长感觉事态严重，立即进京汇报。与此同时，卫生部也收到了河南固始县委和省医疗队联合发送的电报，关于固始县病情和灾情已致死五万多人的消息。
内务部领导听取报告后，立即向国务院秘书长习仲勋报告，习随即向中央监委书记董必武汇报。此时，卫生部将固始县委和省医疗队的电报也转报中央监委，信阳事件由此初步揭开。4月，吴芝圃对路宪文说，信阳死了些人，你总结下经验教训，向中央写个报告，检讨一下就行了，不要有思想顾虑。不要调查，死人问题调查不清楚，越查越多，让县委书记估计报一下就行了。7月，河南省委在鸡公山召开信阳地委扩大会议，由路宪文做检讨，光山县委书记马龙山被逮捕法办，以向“中央交代”。
与此同时，董必武派李坚、李正海前往信阳调查，调查遭到河南省政府的层层阻挠。经初步调查后有据可查的饿死人数为七十多万。调查组回到北京，向中央监委、中组部主要领导汇报。

### 引起中共中央注意
1960年10月21日，中共中央组织部、中央监察委员会四名干部提交了一份关于河南省信阳地区大量饿死人和干部严重违法乱纪等问题的调查材料。24日，李富春将其呈送与毛泽东。26日，毛批示道：“请刘、周今日即看，下午谈一下处理办法。”中组部副部长安子文将情况报告周恩来，中央监委副书记王从吾则向周恩来呈送了信阳事件的书面报告。26日，在毛泽东召集的华北、中南、东北、西北四个大区的省、市、自治区主要负责人会议上，河南省委负责人汇报信阳事件后，“大家十分震惊”。周恩来随后召集国务院紧急会议进行讨论，决定成立中央工作组，王从吾任组长，公安部副部长徐子荣、中组部副部长安子文为副组长，深入信阳进行进一步调查。
11月6日，中共中央书记处开会，听取安子文汇报河南问题。据中南局第一书记陶铸谈及工作组了解的情况：全省三分之一的地区人畜大量死亡，生产力大破坏，党群关系受到很大损害。信阳地区的光山、固始、潢川等县遭到毁灭性破坏。光山槐店公社很多村子都没有了，一个九十人小队，只剩下三十多个人了。

### 事件的初步揭露
在引起中共中央注意后，1960年12月，信阳地委向中共中央的报告中称：
据初步揭发，正阳县原报去年冬今年春死1万8千多人，现初步揭发已达8万多人；新蔡县原报去冬今春死三万来人，现增加到近10万。过去认为较好的社队，现在揭发出来的问题很严重。西平县原只发现二郎庙公社问题严重，现全县十三个公社，除城关公社问题较轻外，其余十二个公社问题都很严重。遂平县嵖岈山人民公社，过去只报死600余人，现揭发死人近4千，占总人口10%，有的队人口死亡达30%左右。各种惨绝人寰的反革命暴行，各县、社几乎都有，从初步揭发的材料看，不仅农村严重，而且城市、工厂、机关、学校、商店、医院都很严重。光山县12个中学，有8个中学校长有人命血债，城关高中和初中两个学校，初步揭发被打死、逼死的教员学生达二十八人，不论淮南、淮北广大群众在经济上都遭受了极大摧残，生活异常困难，真正是“十室九空，家贫如洗。”

## 事件后期
中国共产党中央委员会主席毛泽东在看完中央工作组调查报告后，对信阳的干部进行了严厉的批评，说信阳事件是反革命分子当权的结果。他提出，信阳地区要进行民主革命的补课、彻底清除国民党、地主阶级的残余势力。毛在召集各级中央局负责人的会议上对信阳事件定性说：“信阳事件是阶级敌人的猖狂报复，是挂着共产党招牌的国民党进行阶级报复，实行阶级復辟，是敌人篡夺了领导权。”进而推论全国到处都会有这样的问题，只是程度不同。国家主席刘少奇也表示，信阳地主阶级复辟了，信阳事件是反革命事件，地富反坏和国民党残余猖狂的原因是因為「民主革命不彻底」，要让信阳人民来个第二次解放。
1960年11月，中共中央派李先念、王从吾、徐子荣、陶铸、王任重等來到信阳开展“民主革命补课”运动。中央和河南省的干部主持鸡公山会议，表示信阳干部都不行。中央从各部委抽调452名干部、河南省委抽调1844干部，信阳地委抽调1483名干部对信阳地区进行整风整社，這些新來的幹部接替原來的地、县、公社、大队的领导人职务，並且還集训了8000多原先的幹部，特别集训5000多人，斗争和批判了10000多人。983人被撤职查办管教反省，275人被逮捕法办。
1960年冬，河南省委改组了光山县委，派出工作组纠正“五风”（共产风、浮夸风、瞎指挥风、干部特殊化和强迫命令风）错误。12月，信阳地委在发给河南省委和中共中央的报告中有这样的句子：“由于地主、富农在土改时‘漏了网’，‘大批地混进了革命阵营内部’，‘实行反革命阶级复辟’，‘封建势力大大作怪’，造成‘群众生活异常困难’……”。这期间，信阳的8位县委书记被捕，除了光山县委书记马龙山由死刑改判为“死缓”外，其余几人被判2-3年徒刑。
1960年11月，周恩来总理受中央委托起草了《中共中央关于农村人民公社当前政策问题的紧急指示信》（简称“十二条”），其中有一条第一次明确提出要允许农民保留少量自留地和家庭副业。

## 影响

### 非正常死亡
信阳地委向省委报告的死亡人数为38万，信阳地方志统计的死亡人数是48.3万。时任中央调查组处长的李坚和李正海两人向中央报告的数字是105万。1961年1月13日信阳地区呈报中央最后一次统计数字显示：全区总人口808萬6,526人，1959年11月至1960年10月，死亡人数107萬321人，占到总人口13.2%。2012年，来自南京大学的研究者将因饥荒而没有出生的人口和因饥荒而外流的人口纳入统计，并分析认为，信阳事件在该地区造成了约125万的人口损失。

### 问责及追责
信阳事件被揭露后，时任中共河南省委第一书记吴芝圃被迫三次向中央检讨，承认信阳地区非正常死亡人数是100多万，承认他“对河南人民犯了大罪”，不过吴芝圃没有受到严重处分。1966年8月文革开始后，郑州大学内出现了《千刀万剐吴芝圃》的大字报，大字报中称，“屠杀河南人民的刽子手吴芝圃，制造了‘信阳事件’及信阳事件中最严重的‘光山事件’”。之后，前往四川任职的吴芝圃被革命群众一路押回河南批斗，最终死于1967年。1979年，吴芝圃获得了官方平反。1月24日下午，在北京全国政协礼堂，邓小平亲自为吴芝圃平反并主持追悼会。悼词中宣布：“对于强加给吴芝圃同志的一切诬蔑不实之词应予全部推倒，彻底为吴芝圃同志平反昭雪，恢复名誉。”称其“为中国人民的解放事业和共产主义事业鞠躬尽瘁，无私地贡献了自己的一生”。
时任信阳地区地委书记兼军分区第一政委路宪文在管押期间，因“能坦白认罪，愿意悔改”，被河南省高级人民法院以豫法刑一字第15号刑事判决书按渎职罪从轻处理，判处有期徒刑三年，刑期从1960年11月16日起至1963年11月15日止。路宪文1975年重新入党，1979年任河南省百泉农业专科学校（现河南科技学院）校长，恢复副厅级高干待遇，1993年病死，享受离休干部待遇。文革后其曾经多次上告要求平反，被胡耀邦点名批评。

### 事件反思

#### 官方
1961年信阳地委《关于整风运动和生产救灾工作情况的报告》中称，夸大了敌情，混淆了敌我矛盾，把该地区发生的粮食严重减产和大量饿、病、死人的现象，一概归之于坏人当权和地主势力的破坏，因而提出依靠贫下中农，进行整风整社，彻底孤立和打倒反革命复辟势力的作法。中共中央批示并肯定该个报告，并要求“全国三类社队整风整社都应照此执行”。这一批示助长了整风整社运动中“左”倾错误的发展。
改革开放后，事件的调查和反思又重新被提起，但只在小范围内公开。当事人的反思在进入1990年代后逐渐有定稿，但到了21世纪后逐渐为人所知。
直接当事人的三篇文稿在学术圈中有较大影响力：一是1993年春，张树藩因身患直肠癌，抱病写出的二万字回忆《信阳事件：一个沉痛的历史教训》；二是张树藩的前秘书余德鸿，于2001年9月17日定稿二万多字的《痛忆“信阳事件”全程》；三是路宪文口述，女儿路霞整理，1993年8月11日定稿，2006年才在少数人中流传的《“信阳事件”的历史、社会根源及经验教训》。
路宪文在回忆中认为，1960年代初中共中央将“信阳事件”只理解为发生于信阳的孤立案件并不正确，因当时饿死人的问题，是全国普遍存在的；“‘信阳事件’中的大批干部当作敌我矛盾来处理，也是错误的。”在他看来，“‘信阳事件’是执行党的左倾路线的结果，是59年庐山会议的直接恶果。”路宪文同时认为责任不应当只由基层官员来背，他认为，李先念是“提前强行征购粮食”的始作俑者。正是由于“提前强行征购粮食”，加剧了“信阳事件”饿死率，也是“信阳事件”的责任者之一。
对于毛泽东，路宪文也提出了他的质疑，他认为虽然事件发生后，河南省委给毛报去了5,000人饿死的假数据，但作为毛不可能不知道大面积饥荒的事实，即便是5,000人，也是“惊天动地的”，“但毛泽东当时到河南视察时却毫不追问此事，而是大讲一些鸡毛蒜皮的共产风问题。不知何故？”另外，路宪文对于毛一方面定性“信阳事件是地主阶级复辟，是反革命的阶级报复”，另一方面在公安部“杀2万人”的处理方案提交毛泽东后，毛却认为“饿死人问题是高指标，高征购造成的，死官僚主义”，驳回了处理方案，这种手法的前后不一，“令人疑惑”。

#### 民间
2004年，信阳光山县十里鎮高大店村吴围孜自然村村民吴永宽自筹资金建成中国首个“信阳事件纪念碑”，并搜集整理了1959年全村罹難者名单。
2015年8月，线装书局出版张向持著《圣殿：1959-1961信阳大饥荒沉思录》，系统介绍了信阳事件的背景及经过、结果。

## 延伸阅读
- 乔培华 著. . 香港: 开放出版社. 2009. ISBN 9627934259.
- 杨继绳. . 香港: 天地圖書有限公司. 2008年5月初版. ISBN 978-988-211-908-6. 2009年6月修訂版 ISBN 9789882190665
- 時寒冰. . 香港: 記者調查. 2013年2月版. ISSN 2219-6293.